# Natriumthiocyanaat
Natriumthiocyanaat (NaSCN) is het natriumzout van thiocyaanzuur. De stof komt voor als kleurloze tot witte, hygroscopische kristallen, die goed oplosbaar zijn in water, aceton en alcoholen. Dit zout is de hoofdbron van het thiocyanaat-ion.

## Synthese
Natriumthiocyanaat wordt bereid door reactie van natriumcyanide met elementair zwavel:
{\displaystyle \mathrm {8\ NaCN\ +\ S_{8}\longrightarrow \ 8\ NaSCN} }

## Toepassingen
Natriumthiocyanaat wordt onder meer gebruikt om halogeenalkanen om te zetten in hun corresponderende thiocyanaatalkaan. Het wordt ook gebruikt bij de bereiding van geneesmiddelen en verscheidene specifieke chemische verbindingen.

## Toxicologie en veiligheid
De stof ontleedt bij verhitting en onder invloed van licht, met vorming van giftige dampen van zwaveloxiden, stikstofoxiden en cyaniden. Natriumthiocyanaat reageert hevig met zuren, sterke basen en sterke oxidatiemiddelen.
De stof is irriterend voor de ogen, de huid en de luchtwegen. De stof kan effecten hebben op het centraal zenuwstelsel, met als gevolg stuiptrekkingen en verwardheid.
Herhaald of langdurig huidcontact kan een huidontsteking veroorzaken. De stof kan effecten hebben op het bloed, het centraal zenuwstelsel en de schildklier, met als gevolg bloedarmoede, beschadiging van de bloedcellen en uitmergeling.